# Teatr Lalek Arlekin

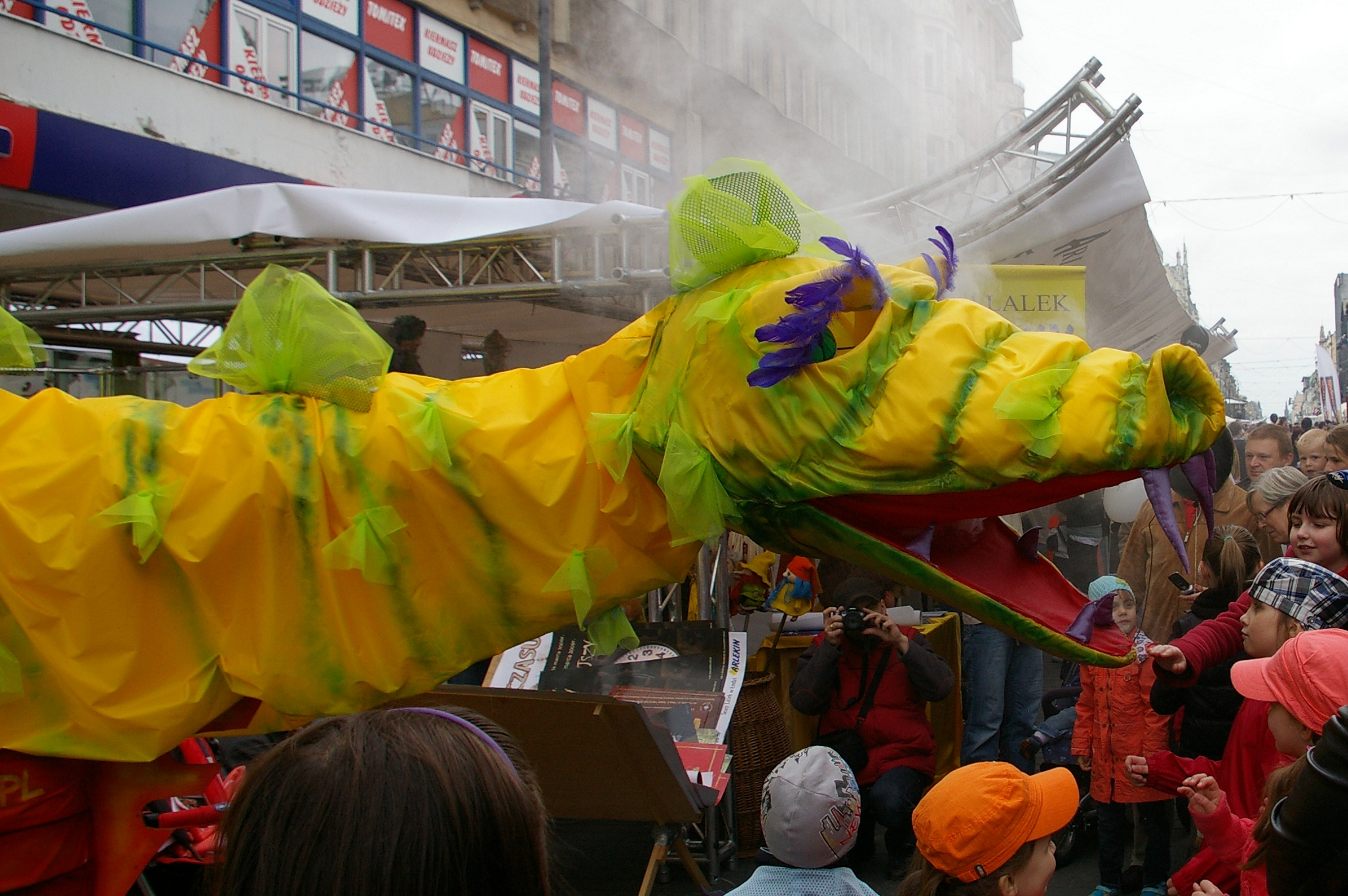
Smok Teatru Arlekin w czasie Święta Łodzi na ulicy Piotrkowskiej

Teatr Lalek „Arlekin” im. Henryka Ryla w Łodzi – teatr lalek w Łodzi.

## Historia teatru
Twórcą i jednocześnie pierwszym dyrektorem Teatru Lalek Arlekin był Henryk Ryl. Dzięki decyzji Ministerstwa Kultury i Sztuki z dnia 13 lipca 1948, Ryl dostał pozwolenie na założenie teatru lalek w Łodzi. Pierwszą siedzibą teatru był budynek przy ul. Piotrkowskiej 150. 28 grudnia 1948 odbyło się tam pierwsze przedstawienie pt. Dwa Michały i świat cały, autorstwa Henryka Ryla. Drugą premierą teatru były Kolorowe piosenki – spektakl przez wiele lat określany jako „wzorcowe przedstawienie dla najmłodszej widowni”. W sztuce Wesoła maskarada, której premiera odbyła się 23 października 1949, po raz pierwszy na scenie pojawił się aktor w masce. Teatr zaczął pokazywać również spektakle dla dorosłych widzów (np. Dzielny gród Tamary Gabbe lub Lekarz mimo woli Moliera).
1 stycznia 1950 teatr został upaństwowiony. W 1955 zamknięto siedzibę teatru jako niespełniającą wymogów bezpieczeństwa, a przedstawienia odbywały się od tego momentu w budynku przy ul. Wólczańskiej 5. Od 1962 teatr jest jedynym użytkownikiem tego obiektu. 24 lipca 1961 w teatrze zorganizowano pierwszy zjazd powstającego Polskiego Ośrodka Lalkarskiego Międzynarodowej Unii Lalkarzy – POLUNIMA (na przewodniczącego wybrano Jana Sztaudyngera). Od swego powstania w 1961 POLUNIMA mieści się przy al. 1 Maja 2.
W 1959 odbyła się prapremiera spektaklu Młynek do kawy Konstantego Gałczyńskiego ze scenografią Stanisława Fijałkowskiego, w którym martwe przedmioty pełniły rolę głównych bohaterów. W 1962 Henryk Ryl na podstawie tekstu Mahabharaty zrealizował spektakl Nal i Damayanti ze scenografią Wacława Kondka.
Henryk Ryl, który był do 1964 dyrektorem i kierownikiem artystycznym teatru, w latach 1964–1974 pełnił funkcję kierownika artystycznego, a do 1978 reżysera i konsultanta programowego. Ostatnim przedstawieniem reżyserowanym przez Henryka Ryla była jego sztuka Marcinek zuch (1982). Dyrektorem teatru w 1964 została Regina Elkanowa – w czasie jej kierownictwa teatr otrzymał na własność użytkowany budynek przy ul. Wólczańskiej. W 1974 dyrektorem mianowano ucznia Ryla, Stanisława Ochmańskiego – debiutował w Teatrze Arlekin w 1951, a przed objęciem teatru w Łodzi kierował Teatrem Lalki i Aktora w Lublinie. Ochmański tworzył przedstawienia kameralne i przeciwstawne wielkim inscenizacjom Ryla rezygnując przy tym z eksperymentów twórczych. Ochmański tłumaczył swój wybór w podejściu do pracy reżyserskiej postawieniem na „dobre sztuki napisane dla teatru lalkowego”. Pod koniec lat 70. utworzono tzw. „scenę przedszkolną” – oferowała ona przedstawienia kameralne wystawiane w przedszkolach. W trzydziestą rocznicę istnienia teatru przeprowadzono generalny remont jego siedziby, a w 1989 teatr Arlekin otrzymał medal „Serce Dziecku”.
Następcą Stanisława Ochmańskiego został w 1992 Waldemar Wolański – absolwent wydziału lalkarskiego warszawskiej PWST, a od 1981 aktor i reżyser w łódzkim Arlekinie. Od 1999 teatr Arlekin organizował Międzynarodowy Festiwal Solistów Lalkarzy, który odbywał się co dwa lata, a od 2006 Międzynarodowy Festiwal Sztuki Ulicznej „TrotuArt”. W 2015 zrezygnowano z tych dwóch imprez i zastąpiono je nowym festiwalem AnimArt, którego pierwsza edycja odbyła się od 19 do 24 września.
W 2014 zakończono kompleksowy remont budynków teatralnych. 27 grudnia 2014 teatrowi nadano imię Henryka Ryla.
W czerwcu 2018 roku odwołanego ze stanowiska dyrektora Waldemara Wolańskiego, zastąpił Wojciech Brawer.
Od 1981 w ramach teatru działa Pracownia Dokumentacyjna, która gromadzi materiały na temat polskiego lalkarstwa. W Muzeum Archeologicznym i Etnograficznym w Dziale Widowisk Lalkowych wśród wielu zbiorów dotyczących scenografii teatrów lalkowych można obejrzeć też lalki zaprojektowane dla przedstawień w Arlekinie.
Teatr prowadzi wspólnie z Muzeum Kinematografii program dla widzów umożliwiający połączenie odwiedzin w teatrze oraz zwiedzania muzeum. W strukturach Teatru Arlekin działa Zespół Tańca Ludowego „Harnam”.

## Dyrektorzy
- 1948 – 1964: Henryk Ryl
- 1964 – 1974: Regina Elkan
- 1974 – 1992: Stanisław Ochmański
- 1992 – 2018: Waldemar Wolański
- od 2018: Wojciech Brawer

## Przedstawienia (wybór; alfabetycznie)
- Alicja w Krainie Czarów
- Arlekinada

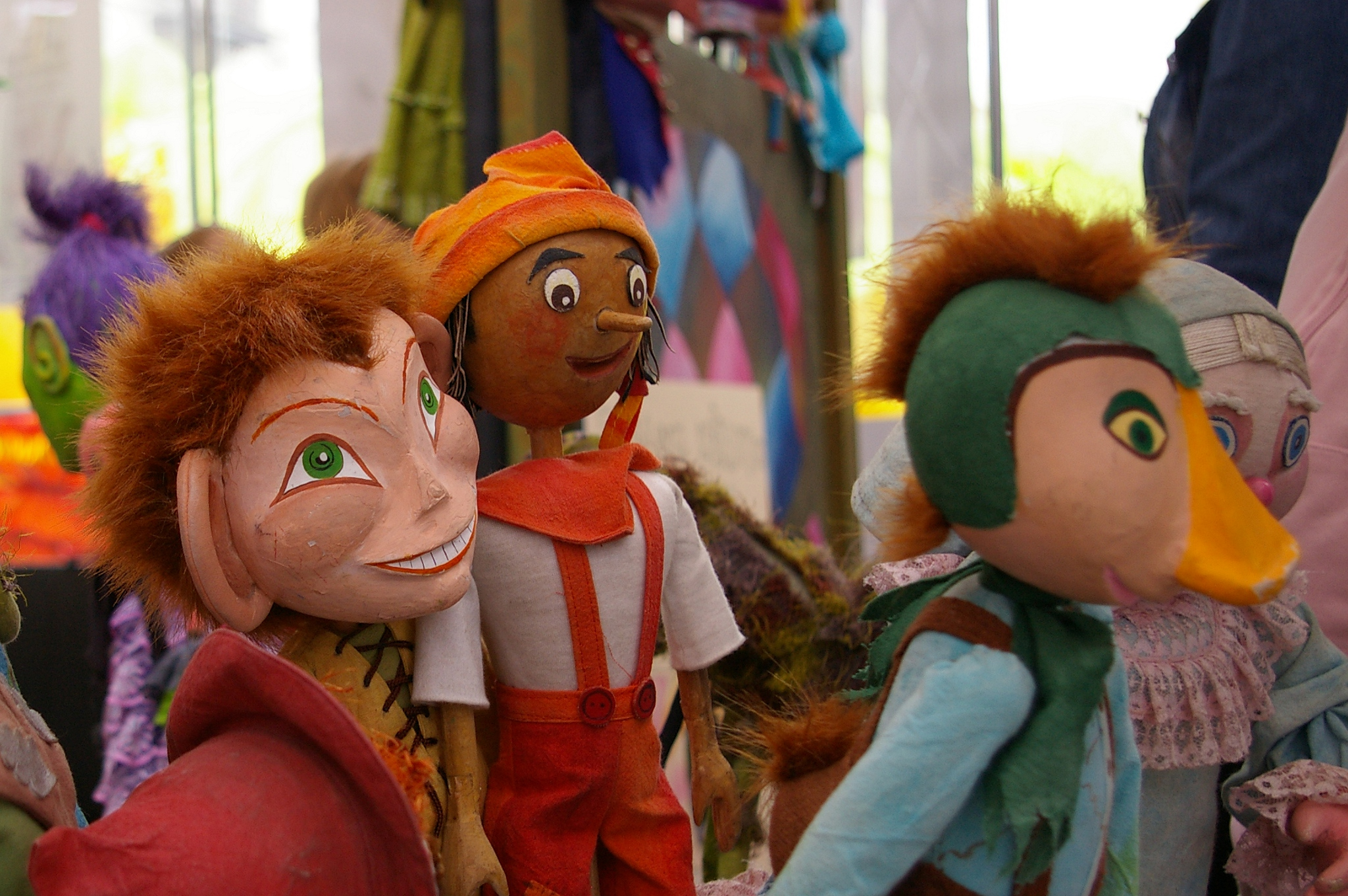
Lalki Teatru Arlekin w czasie Święta Łodzi

- Bajka o królewnie, co spać nie chciała
- Byczek Fernando
- Ciżemka ze smoczej skóry
- Co z tego wyrośnie
- Cynowy Żołnierzyk
- Czerwony Kapturek
- DekAmore (na podstawie Dekameronu)
- Dwa Michały i świat cały
- Dzielny gród
- Gil pogromca smoków
- Golem
- Hefajstos
- Horror Kitchen Show
- Jak jeden malarz chciał namalować szczęśliwego motyla
- Janulka
- Jaś Szpak
- Kolorowe piosenki
- Konik Garbusek
- Kot w butach
- Krawiec Niteczka
- Królewicz i żebrak
- Królowa Śniegu
- Lekarz mimo woli
- Mała syrenka
- Marcinek zuch
- Maski mistrza Fantaski
- Mistrz i Małgorzata
- Młynek do kawy
- Najdzielniejszy z rycerzy
- Najzwyklejszy cud
- Nal i Damayanti (Mahabharata)
- Niebieski piesek
- Niewielki, niemały król (Król Maciuś I)
- Niezwykły wynalazek profesora Orzeszka
- O diable i cyruliku
- O żabce co nie została królewną
- Pan Fajnacki
- Pan Teatr
- Pastorałka dla woła i osła
- Pchła Szachrajka
- Pieśń o lisie
- Pietruszka
- Piękna i Bestia
- Piotruś Pan
- Sambo i lew
- Skrzydlaty złoczyńca
- Stworzenie Świata
- Szary chłopiec
- Szkoła na opak
- Śmiej się śmiej mała Oshin
- Tajemnica wesołego miasteczka
- Tymoteusz wśród ptaków
- Ula z I b
- Walka Smoków (spektakl plenerowy)
- Wesoła maskarada
- W pogoni za... (na podstawie W pogoni za życiem Przemysława Wechterowicza)
- Wyprawa na Szklaną Górę
- Zakochany obłok
- Zdobycie bieguna południowego
- Złodziej czasu
- Złota różdżka
- Złota rybka

## „Henryk” – Nagroda Sekcji Teatrów Lalkowych ZASP
W 2009 Zarząd Sekcji Teatrów Lalkowych ZASP utworzył Nagrodę „Henryka” za osiągnięcia twórcze związane z teatrem lalek. Laureaci otrzymują statuetki „Henryka”. Patronem tej nagrody jest twórca Teatru Arlekin Henryk Ryl.

## Budynek teatru
Budynek będący siedzibą teatru przy ul. Wólczańskiej 5 powstał w 1902 jako Dom Tańca Offenbachów – było to miejsce organizacji koncertów i różnego rodzaju imprez towarzyskich. W okresie dwudziestolecia międzywojennego znajdował się w nim Żydowski Dom Ludowy. „Arlekin” użytkuje ten budynek od 1955.
W 1978 wykonano remont gmachu „Arlekina” – wnętrza zaprojektowali Stanisław Cuchra-Cukrowski i Wiesław Błażewski. Budynek teatru 8 grudnia 1994 został wpisany do rejestru zabytków pod numerem A-356.
W latach 2012–2014 teatr został ponownie przebudowany i wyremontowany. Z powodu robót budowlanych od lutego 2013 przedstawienia odbywały się w budynku należącym do kompleksu Białej Fabryki przy ul. Piotrkowskiej 282a.
Po remoncie – zakończonym pod koniec roku 2014 – w dawnym domu redutowym umieszczono administrację, pracownie i scenę kameralną, a w sąsiednim gmachu przy al. 1 Maja 2 główną scenę teatru i pomieszczenia hotelowe.